# Blago Zadro
Blago Zadro (31 de marzo de 1944 - 16 de octubre de 1991) fue el comandante de la parte norte de las fuerzas croatas en Vukovar (Croacia) durante la Guerra de Croacia. Fue asesinado en un ataque por el Ejército Popular Yugoslavo (JNA, serbocroata: Jugoslovenska narodna armija) en la ciudad de Borovo Naselje.

## Primeros años
Blago Zadro nació en el pequeño pueblo de Donji Mamići cerca de Grude en Herzegovina occidental. Su familia se trasladó a Borovo Naselje, un distrito industrial de Vukovar, en 1954, donde terminó la escuela secundaria y comenzó a trabajar en la cosechadora Borovo. Trabaja mezclando productos químicos y caucho. En 1968 se casó con Katica Soldo, también una empleado de Borovo. Tenían tres hijos: Robert, Tomislav y Josip. Zadro estaba interesado en la historia croata, particularmente en las repatriaciones de Bleiburg, y no era partidario de las autoridades comunistas.
A principios de 1990, debido a la mala gestión del conglomerado Borovo, Zadro organizó huelgas y pidió el despido del director. Zadro empezó a participar de la política durante las primeras elecciones democráticas de Croacia en 1990; fundó una sucursal de la Unión Democrática Croata (HDZ, croata: Hrvatska demokratska zajednica) para la Municipalidad de Vukovar y se convirtió en el vicepresidente de la HDZ en Vukovar. Después de que su departamento fuera cerrado, pasó tres meses en la policía croata reorganizada en Vinkovci. Se unió a la Guardia Nacional Croata (ZNG, croata: Zbor narodne garde) cuando comenzó la guerra.

## Batalla de Vukovar

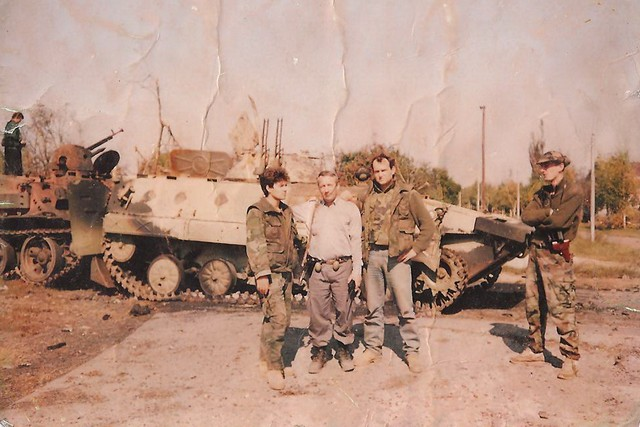
Blago Zadro (en el medio) en la carretera de Trpinja durante la batalla de Vukovar.

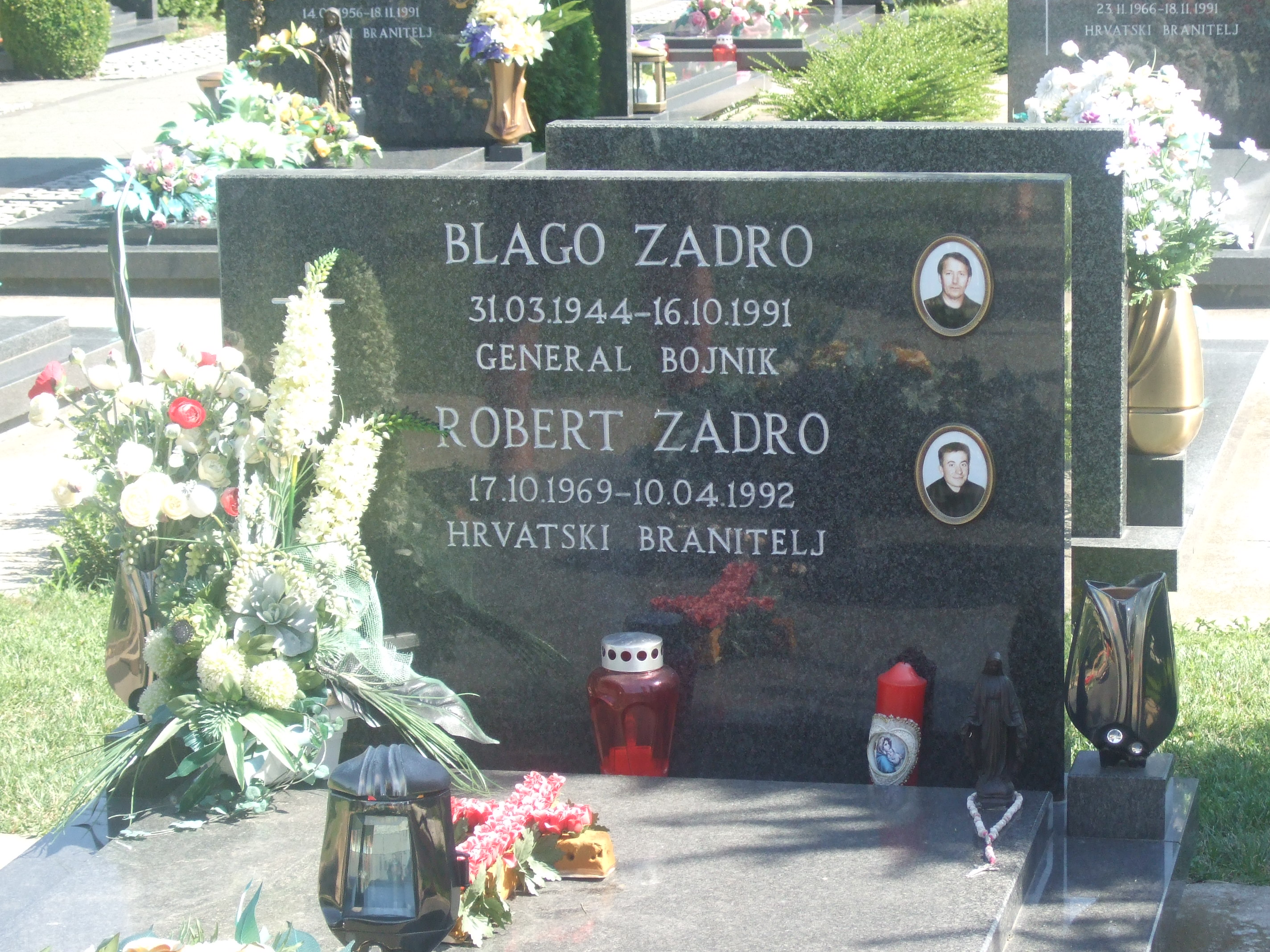
Lápida de Blago Zadro.

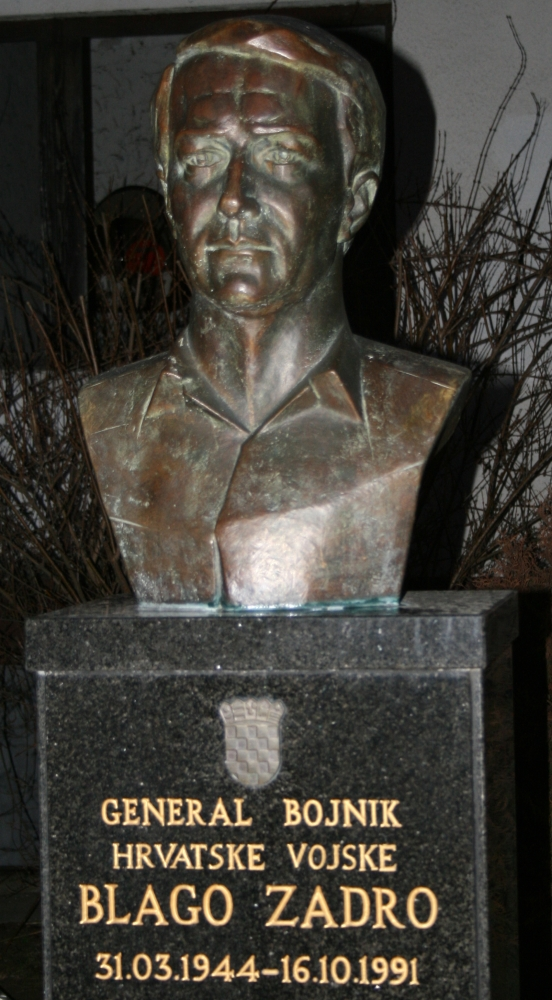
Busto de Blago Zadro en Vukovar.

Zadro comandó el tercer batallón de la 204.ª Brigada de la ZNG de Vukovar durante la batalla de Vukovar desde el comienzo de la lucha, junto con dos de sus hijos, donde dirigió acciones contra el JNA y las fuerzas locales serbias. La unidad de Zadro fue asignada para defender la vital carretera de Trpinja, que conducía directamente a Vukovar. Debido a su importancia, el camino se convirtió en el objetivo principal de las unidades de tanques de la JNA que atacaban la ciudad y, tiempo después, fue conocido como Cementerio del Tanque, debido a las acciones de los grupos de cohetes antitanques de Zadro, las Antenas Amarillas y el Pelotón de Turbo, que combatieron muchos ataques de tanques, y fueron responsables del incidente del 18 de septiembre, cuando un batallón entero de unos 60 tanques y vehículos blindados de transporte de personal fueron emboscados y destruidos allí.
Zadro fue asesinado por las fuerzas serbias el 16 de octubre de 1991. Su cuerpo fue recuperado y enterrado por su unidad. Cuando las fuerzas serbias entregaron la ciudad, su cuerpo fue removido y permaneció desaparecido hasta 1998, cuando fue encontrado junto con los cadáveres de otras 937 víctimas de una fosa común en Borovo Naselje. Después de su muerte, fue ascendido al rango de mayor general.

## Legado

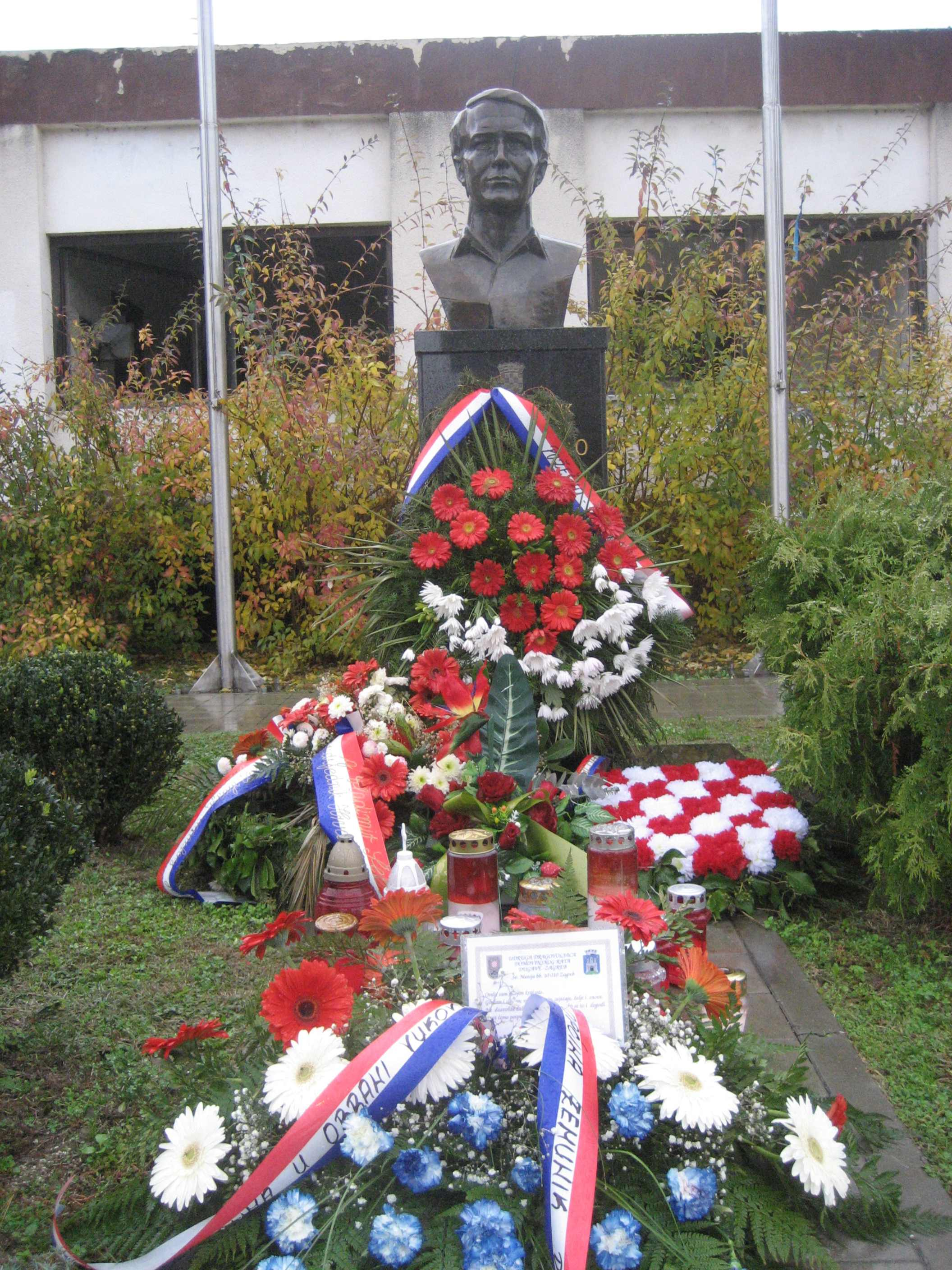
Monumento conmemorativo de Blago Zadro en Vukovar, Croacia

El presidente del Parlamento de Croacia, Vladimir Šeks, declaró que «sin héroes como Blago Zadro, no habría Croacia libre». Cada año, en el aniversario de su muerte en Vukovar, se hace una celebración en su honor, a la que asistieron muchos ex camaradas y dignatarios políticos. La calle principal en Borovo Naselje y una escuela militar en Zagreb han sido renombradas por él, a igual que una calle en Grude y en su pueblo natal Donji Mamići hay un monumento en tributo a Zadro.